# Riu Forth
El Forth (gaèlic escocès: For) és un riu del centre d'Escòcia. Té 47 km de llarg i desemboca al mar del Nord, a la costa est del país. La seva conca de drenatge cobreix gran part del comtat de Stirlingshire al Central Belt d'Escòcia.

## Nom
El nom gaèlic del tram superior del riu, sobre Stirling, és Abhainn Dubh, que significa "riu negre". El nom del riu sota l'abast de la marea (just on es creua per l'autopista M9) és Uisge For. Forth deriva del protocelta * Vo-rit-ia (circulació lenta), donant Foirthe en gaèlic antic.

## Curs
El Forth neix als Trossachs, una zona muntanyosa a 30 km a l'oest de Stirling. Els vessants orientals del Ben Lomond desemboquen al petit curs de Duchray, que es troba amb el riu Avondhu procedent del llac Ard. La confluència d'aquests dos rierols és l'inici nominal del riu Forth.
Des d'allà flueix aproximadament cap a l'est a través d'Aberfoyle, unint-se amb el rierol Kelty uns 5 km més avall. Després flueix per l'extensió plana del cars de Stirling, inclòs el Flanders Moss. Just a l'oest de la M9, s'hi uneix el riu Teith (que drena el llac Venachar, el Lubnaig, el Achray, el Katrine i el Voil). El següent afluent és l'Allan, just a l'est de la M9. A partir d'aquí, el Forth serpenteja cap a l'antic port de Stirling.

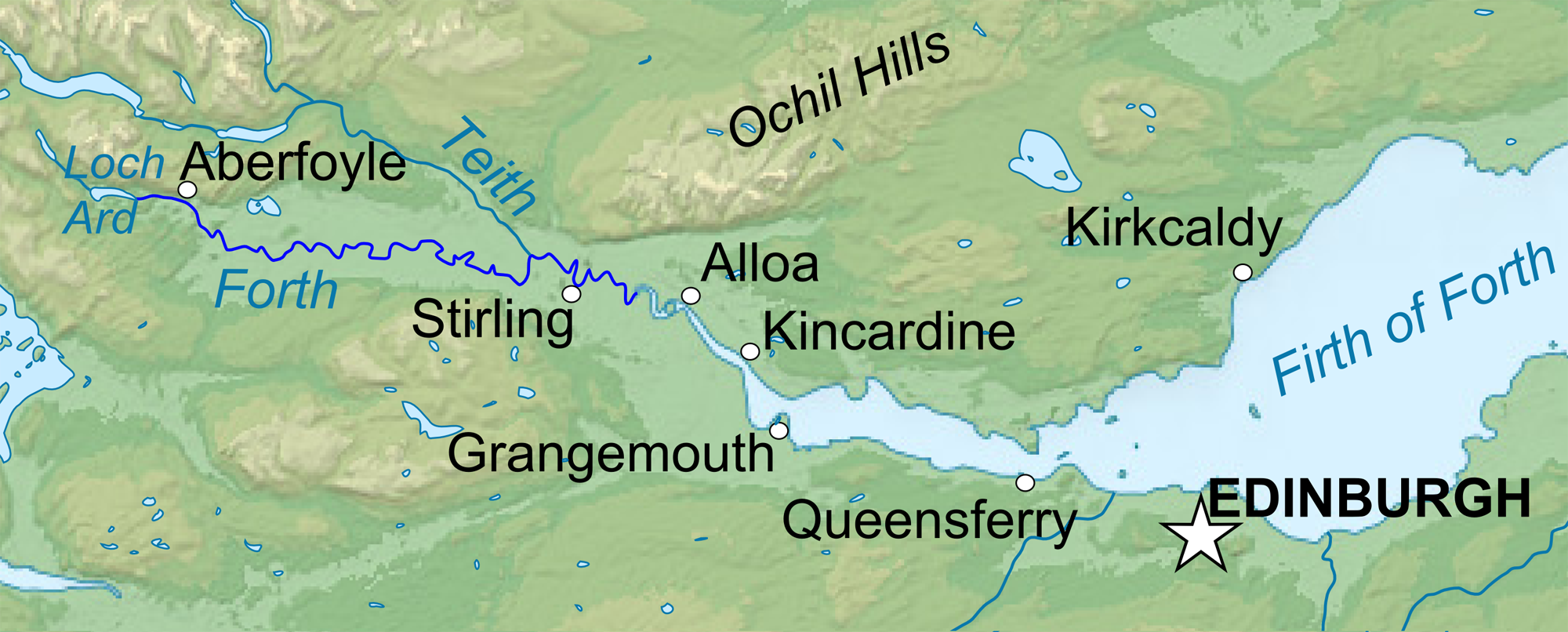
Curs del Forth.

A Stirling, el riu s'eixampla i es converteix en marea. Aquesta és la ubicació de l'últim gual (estacional) del riu. Des de Stirling, el Forth flueix cap a l'est, trobant-se amb el Bannock Burn pel sud abans de passar per la ciutat de Fallin. Després passa per dues ciutats de Clackmannanshire: primer Cambus (on s'uneix amb el riu Devon), i després Alloa. En arribar a Airth (a la riba sud del riu) i Kincardine (a la seva riba nord), el riu comença a eixamplar-se i es converteix en el fiord del Forth.

## Activitats portuàries

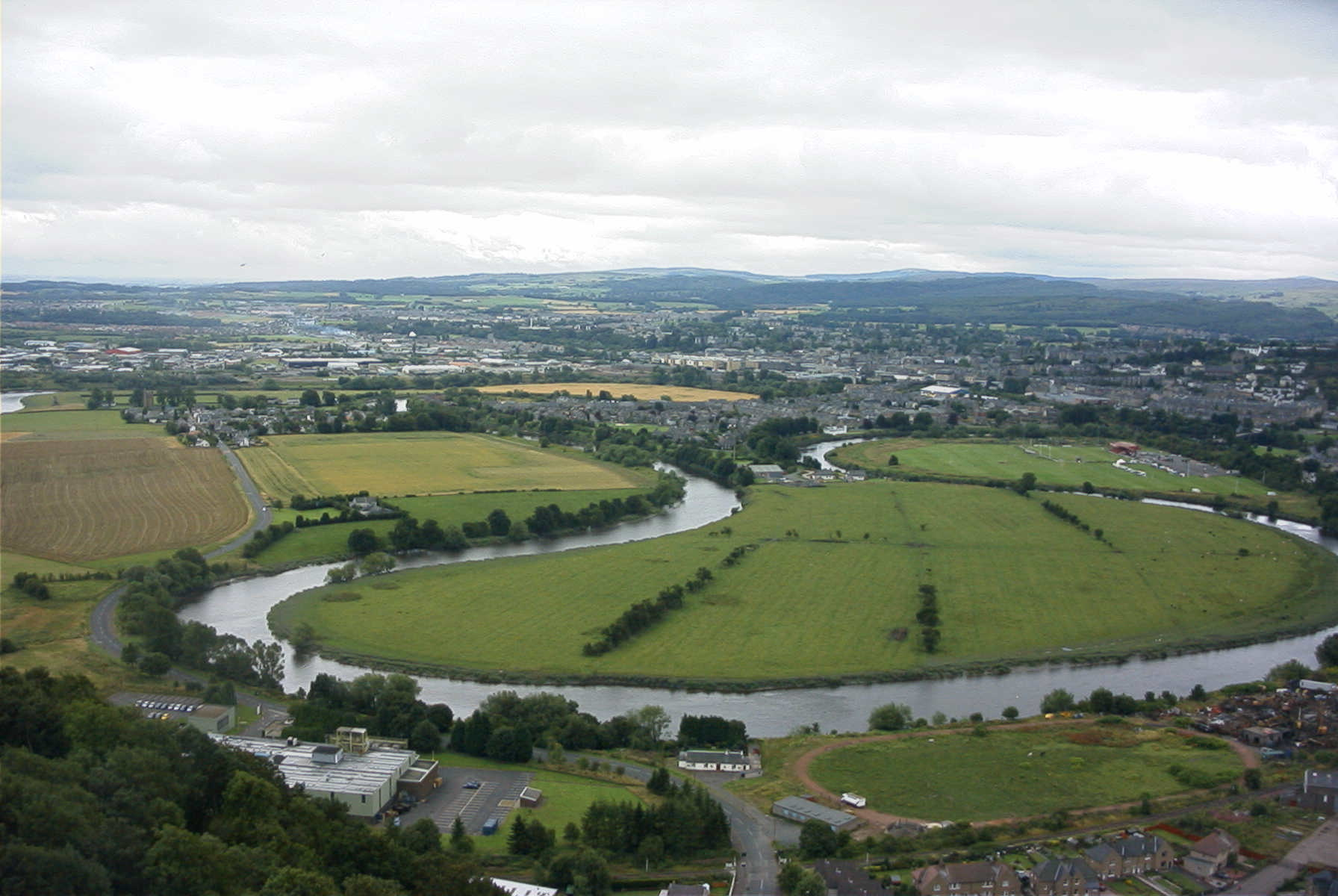
Meandres del Forth vistos des del Monument Wallace.

Als segles XVI i XVII, el port de Stirling era un port concorregut, amb mercaderies que entraven a Escòcia i s'exportaven a Europa. Com a resultat, Stirling va tenir vincles molt estrets amb les ciutats de Hansa, amb Bruges a Bèlgica i amb Veere (coneguda en aquell moment com Campvere) als Països Baixos.
Després de 1707, el comerç amb Amèrica es va convertir en el nou focus i, per tant, molta activitat comercial es va traslladar de Stirling a l'est, al port de Glasgow a l'oest. Durant la Primera i la Segona Guerra Mundial, el port de Stirling va començar a prosperar de nou: es va convertir en una porta d'entrada per a la importació de subministraments de te a Escòcia.
Després de les guerres, altres activitats comercials van tornar lentament, però el creixement va ser lent perquè els propietaris del port imposaven impostos elevats, cosa que el va fer menys atractiu econòmicament per als pocs comerciants agrícoles que tenien la seu a Stirling. Avui, el port de Stirling ha caigut en desús, però hi ha plans per a reurbanitzar-lo.